# Косточка
Косточка — покрытое деревянистой оболочкой ядро в некоторых плодах.
Также косточками часто называют любые семена, встречающиеся в мякоти фруктов, ягод или овощей (арбузные косточки).

## Использование
Прежде всего, косточки используются как семена для размножения растений.
Абрикосовые и персиковые косточки служат заменителем горького миндаля.
Косточки, также как и другие типы семян, используются как сырьё для получения растительных масел.
В косметологии измельчённые косточки используются для получения скрабов.
Существуют сорта фруктов и ягод без косточек, специально выведенные для удобства потребителей (виноград кишмиш и другие).